# Нижня Трнавка
Дольна Трнавка (словац. Dolná Trnávka) — село, громада округу Ж'яр-над-Гроном, Банськобистрицький край, центральна Словаччина, регіон Теков. Кадастрова площа громади — 2,85 км². Протікає річка Закрути.
Населення 336 осіб (станом на 31 грудня 2017 року).

## Історія
Дольна Трнавка згадується в 1388 році.

## Населення
| Рік:            | 1994. | 2004.   | 2014.   | 2024.   |
| --------------- | ----- | ------- | ------- | ------- |
| Кількість осіб: | 346   | 366     | 340     | 356     |
| Різниця:        |       | +5,78 % | -7,10 % | +4,70 % |

| Рік:            | 2023. | 2024.   |
| --------------- | ----- | ------- |
| Кількість осіб: | 354   | 356     |
| Різниця:        |       | +0,56 % |